# Хачатурян Карен Суренович
Хачатурян Карен Суренович (19 вересня 1920 — 19 липня 2011) — радянський і російський композитор вірменського походження, професор (1981). лауреат Державної премії СРСР (1976). Народний артист РРФСР (1981).

## Біографія
Карен Хачатурян народився в Москві 19 вересня 1920 року, в сім'ї рідного брата композитора Арама Хачатуряна. У 1949 році він закінчив Московську консерваторію.
Хачатурян написав балет «Чипполіно» в трьох діях і гімни для кількох африканських країн. З 1981 року він займався викладацькою діяльністю.
Карен Хачатурян є лауреатом ордена «За заслуги перед Вітчизною» IV ступеня, володарем Державної премії СРСР і багатьох інших нагород.

## Фільмографія
Працює для кіно з 1950 року:
- «Чарівний скарб» (1950, мультфільм)
- «Брати» (1957)
- «Чекайте листів» (1960)
- «Високосний рік» (1961)
- «Сім няньок» (1962)
- «Велика дорога» (1962)
- «Діти Паміра» (1963)
- «Сьогодні — новий атракціон» (1966)
- «Постріл» (1966)
- «Вій» (1967)
- «Дивні люди» (1969)
- «Про друзів-товаришів» (1970)
- «Єдина дорога» (1974)
- «„Сто грам“ для хоробрості…» (1976) тощо.

Автор музики до українських фільмів «Пізня дитина» (1970, т/ф), «Рідні» (1977).